# Katsuki Bakugo
Katsuki Bakugo (爆豪 勝己?, Bakugō Katsuki) noto anche con il soprannome Kacchan (かっちゃん?, Katchan) — utilizzato da Izuku Midoriya nella serie — e con il suo nome da eroe Great Explosion Murder God Dynamight (大・爆・殺・神ダイナマイト?, Daibaku Kisshin Dainamaito), è un personaggio immaginario ideato da Kōhei Horikoshi e uno dei protagonisti del manga e anime My Hero Academia. È uno studente del Liceo Yuuei e possiede un Quirk chiamato "Distruzione esplosiva", che gli consente di generare esplosioni dalle mani facendo detonare una sostanza simile alla nitroglicerina che il suo corpo secerne attraverso il sudore.
In giapponese, il personaggio è doppiato da Nobuhiko Okamoto, mentre in italiano è interpretato da Federico Viola. Il personaggio è stato accolto positivamente dalla critica per il suo sviluppo e il suo rapporto con Deku. Katsuki è diventato molto popolare tra i fan.

## Concezione e sviluppo
Nella fase iniziale della creazione di My Hero Academia, Kōhei Horikoshi concepì Katsuki Bakugo come un personaggio dotato di una grande intelligenza e una personalità affabile. Tuttavia, l'autore scartò rapidamente questa idea, considerandola troppo monotona e priva di carattere. Al suo posto, decise di sviluppare un personaggio più spietato e ambizioso, con un temperamento forte e un atteggiamento di superiorità. Inizialmente, Horikoshi aveva intenzione di mantenere Katsuki come un personaggio relativamente insensibile e privo di empatia, ma nel corso della serie, il suo sviluppo ha portato a un cambiamento più significativo. La personalità di Katsuki è diventata più complessa e, man mano che la storia progrediva, il personaggio ha acquisito una dimensione più sfaccettata, evolvendo verso una figura più gentile e meno unidimensionale.
Dopo l'adattamento anime della serie, Horikoshi ha iniziato a scrivere il personaggio di Katsuki tenendo conto della voce di Nobuhiko Okamoto, che lo doppia nella versione giapponese. L'autore non si aspettava che Katsuki diventasse un personaggio così popolare, motivo per cui rimase sorpreso nel vedere il personaggio posizionarsi regolarmente nelle prime posizioni dei sondaggi di popolarità tra i fan della serie.
In italiano è doppiato da Federico Viola.

## Descrizione del personaggio
Katsuki Bakugo è un ragazzo dai capelli biondi e carattere violento. È una persona estremamente irascibile e reagisce con violenza a ogni genere di provocazione. Nonostante sia una testa calda, spesso dimostra acume e raziocinio, rivelando come in realtà dietro la sua aggressività si celi un enorme talento naturale: difatti il suo stile di combattimento risulta a occhi esperti estremamente calibrato e raffinato, e il suo potenziale si estende anche ad altre attività al di fuori della lotta quali il cucinare o il suonare uno strumento. Inoltre, sempre grazie alla sua ragionevolezza, riesce ad adattarsi agli avversari che gli si parano davanti, trovando le debolezze dei singoli Quirk in relativamente poco tempo; se invece non può sfruttare nessuna debolezza si limita a cercare di soverchiare l'avversario con la semplice forza bruta. Tuttavia capita che le sue capacità vengano eclissate dal suo orgoglio, e ciò talvolta gli è costato la sconfitta.
Il suo aspetto ricorda quello di Kudo Toshitsugu, secondo possessore del One For All, il che in alcune occasioni ha provocato subconsciamente in All For One (e in Tomura quando da lui posseduto) un forte senso di odio.

### Poteri e abilità
Il Quirk di Katsuki è chiamato Distruzione esplosiva (爆破?, Bakuha, lett. "esplosione"). Gli permette di produrre esplosioni dai suoi palmi, facendo detonare una sostanza simile alla nitroglicerina che il suo corpo secerne attraverso il sudore. Katsuki ha imparato a utilizzare questa abilità in vari modi, come ad esempio per spostarsi nell'aria, creare lampi accecanti, lanciare alleati contro nemici o generare onde d'urto come difesa. Tuttavia, l'uso eccessivo del suo Quirk gli provoca dolore agli avambracci e, se costretto a ricorrere a esplosioni troppo potenti, traumi ai polsi, limitando la durata delle sue battaglie.

## Biografia del personaggio
Katsuki inizia la serie come uno studente brillante con l'ambizione di diventare il più grande eroe del mondo, ma possiede una personalità arrogante, violenta e rozza. Durante la sua infanzia, Katsuki spesso bullizzava Izuku Midoriya, il suo compagno di giochi e amico d'infanzia, senza un motivo chiaro. Tuttavia, quando entrambi ricevono l'opportunità di entrare al prestigioso liceo Yuuei e Katsuki si iscrive alla Classe 1-A, la sua personalità inizia a subire un'evoluzione significativa.
Nel corso della serie, Katsuki sperimenta un notevole sviluppo caratteriale, imparando l'importanza del lavoro di squadra, della cooperazione e del sapersi affidare agli altri per vincere. Questo percorso lo porta a diventare un leader naturale e a instaurare amicizie più forti con alcuni dei suoi compagni di classe, come Eijiro Kirishima e Denki Kaminari. Nonostante ciò, mantiene il suo atteggiamento impulsivo e la sua abitudine di urlare.
Un punto cruciale nella sua evoluzione si verifica quando Katsuki viene rapito dalla Lega dei Villain. Dopo aver rifiutato la loro proposta di unirsi a loro, viene salvato da All Might, il suo eroe d'infanzia. Tuttavia, la carriera di All Might arriva al termine dopo l'ultima battaglia con il suo arcinemico, All For One, che segna la fine dell'era dell'eroismo di All Might e lascia Katsuki colmo di sensi di colpa; inoltre Katsuki capisce che Izuku è il successore di All Might, e lo sfida in una battaglia per confrontarsi con lui e sfogare le sue insicurezze dell'essere stato raggiunto da un "perdente senza Quirk" come Izuku e del sentirsi causa della fine di All Might. Nonostante la sua aggressività iniziale, Katsuki comincia ad accettare i segreti di Izuku e, durante un confronto con lui, si rende conto che l'ex compagno di infanzia non è mai stato meno degno di essere l'erede del One For All.
Nel corso degli eventi, la rivalità tra Katsuki e Izuku evolve in una forma più sana di competizione e amicizia, specie da quando è tra le persone a conoscere la verità sul Quirk di Izuku, e inizia a allenarsi con lui, aiutandolo a migliorare nell'uso dei suoi poteri. Allo stesso modo, Katsuki cresce anche come persona, aprendosi maggiormente alle relazioni e iniziando a superare la sua natura egoista. Il punto di svolta nel suo sviluppo avviene durante la guerra con l'Esercito di Liberazione del Paranormale, quando Katsuki, vedendo Izuku in grave pericolo, risveglia una nuova tecnica esplosiva che gli consente di salvare il compagno e affrontare direttamente il nemico.
Dopo la fuga di Izuku a seguito del fallimento dell'assalto al Fronte di liberazione, Katsuki, insieme agli altri membri della Classe 1-A, cerca di riportarlo alla Yuei: in quest'occasione, Katsuki si scusa sinceramente con Izuku per le sue azioni passate, ammettendo che la sua aggressività nei confronti di Izuku era il risultato della sua gelosia per l'indole di quest'ultimo nonostante fosse nato privo di un Quirk. La loro rivalità quindi si trasforma in una vera amicizia, segnata dalla reciproca comprensione.
Durante la battaglia finale contro Tomura Shigaraki, che è posseduto da All For One, Katsuki viene ucciso dopo aver subito un grave colpo al petto, ma viene miracolosamente resuscitato grazie agli sforzi dell'eroe Edgeshot. Nonostante le gravi ferite, Katsuki ritorna in battaglia e riesce a contribuire alla sconfitta di All For One.
Dopo essersi diplomato allo Yuei, Katsuki diventa uno dei più grandi eroi del Giappone e partecipa attivamente allo sviluppo di una nuova tuta potenziata per Izuku, che gli consente di tornare in azione come eroe.

## Altri media
Katsuki è apparso anche nei film della serie My Hero Academia: Two Heroes, My Hero Academia: Heroes Rising, My Hero Academia: World Heroes' Mission e My Hero Academia: You're Next. Appare anche nella light novel spin-off Boku no Hero Academia: Yuuei Hakusho e il manga comico My Hero Academia Smash!!. Il personaggio appare anche nei videogiochi della serie My Hero Academia: Battle for All, My Hero: One's Justice e My Hero: One's Justice 2. Inoltre, Katsuki appare nell'omake presente in My Hero Academia: Ultra Archive - The Official Character Guide, dove è protagonista di una scena con Ochaco Uraraka durante un esame finale nel capitolo 68. In questa sequenza, i due personaggi discutono di Izuku Midoriya.
In ambito teatrale, Ryōta Kobayashi ha interpretato Katsuki Bakugo in una commedia teatrale basata su My Hero Academia.
Al di fuori del franchise di origine, Bakugo è stato aggiunto al videogioco Jump Force come personaggio DLC nell'agosto del 2019. Katsuki è anche comparso nel celebre videogioco Fortnite.
Nell'ambito di una promozione crossover con il film Avengers: Infinity War, Katsuki ha avuto l'opportunità di condividere una breve conversazione con Iron Man.

## Accoglienza

### Popolarità

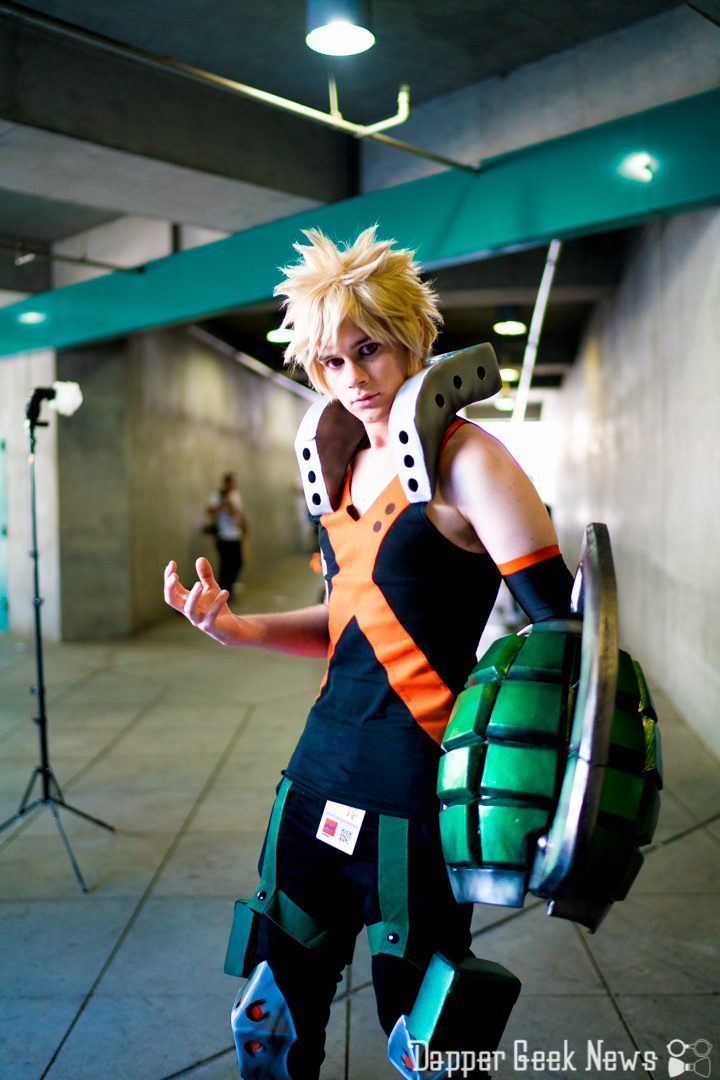
Cosplayer di Katsuki Bakugo all'Anime Expo 2016

Katsuki Bakugō si è costantemente classificato ai vertici nei sondaggi di popolarità della serie My Hero Academia, spesso superando altri personaggi di spicco come Izuku Midoriya e Shoto Todoroki. Nei sondaggi di popolarità annuali tra i fan, è frequentemente risultato tra i primi posti.
Nel 2019 e nel 2020, Katsuki si è classificato al secondo posto tra i personaggi più popolari su Tumblr, dietro solo a Izuku, e nel 2021 è scivolato al terzo posto. In un sondaggio condotto dal sito Anime! Anime!, in cui i lettori votavano per i personaggi eroici più popolari, Katsuki si è posizionato al quinto posto nel 2021, all'ottavo posto nel 2022 e al settimo posto nel 2023.
Nel 2024, nel sondaggio globale World Best Hero, che ha coinvolto fan di tutto il mondo, Katsuki ha ottenuto il primo posto, risultando il personaggio più popolare del franchise My Hero Academia. Inoltre, durante gli Anime Awards inaugurali di Crunchyroll, la sua battaglia contro Izuku Midoriya è stata nominata per la categoria "Miglior scena di combattimento", evidenziando l'importanza di questo momento nel cuore dei fan.

### Critica
Katsuki Bakugō ha ricevuto ampi consensi dalla critica per il suo sviluppo nel corso della serie My Hero Academia. Alex Osborn di IGN ha elogiato sia il personaggio che la sua evoluzione, evidenziando la profondità del suo arco narrativo. Anche Daniel Kurland di Den of Geek ha apprezzato il personaggio.
Sam Leach di Anime News Network ha descritto Katsuki come un personaggio incredibile e ha elogiato la performance vocale di Nobuhiko Okamoto nella versione giapponese. Anche il recensore di Anime UK News ha espresso un parere positivo, apprezzando sia la crescita del personaggio che le sue sfaccettature. Gli editorialisti di Manga News hanno avuto opinioni simili, lodando l'evoluzione di Katsuki nel corso della serie.
Steven Blackburn di Screen Rant ha apprezzato lo sviluppo di Katsuki, sebbene abbia sollevato qualche dubbio riguardo alcune delle decisioni prese dal personaggio nelle fasi successive della trama. Chelsey Adams di Comic Book Resources ha notato che Katsuki è diventato più simpatico man mano che la serie progrediva. Briana Lawrence di The Mary Sue ha definito lo sviluppo e la personalità di Katsuki riconoscibili, sottolineando come il personaggio sia riuscito a guadagnarsi l'affetto dei fan. Anche l'attore Ryō Yoshizawa ha elogiato il personaggio.